# Gregoriaanse muziek

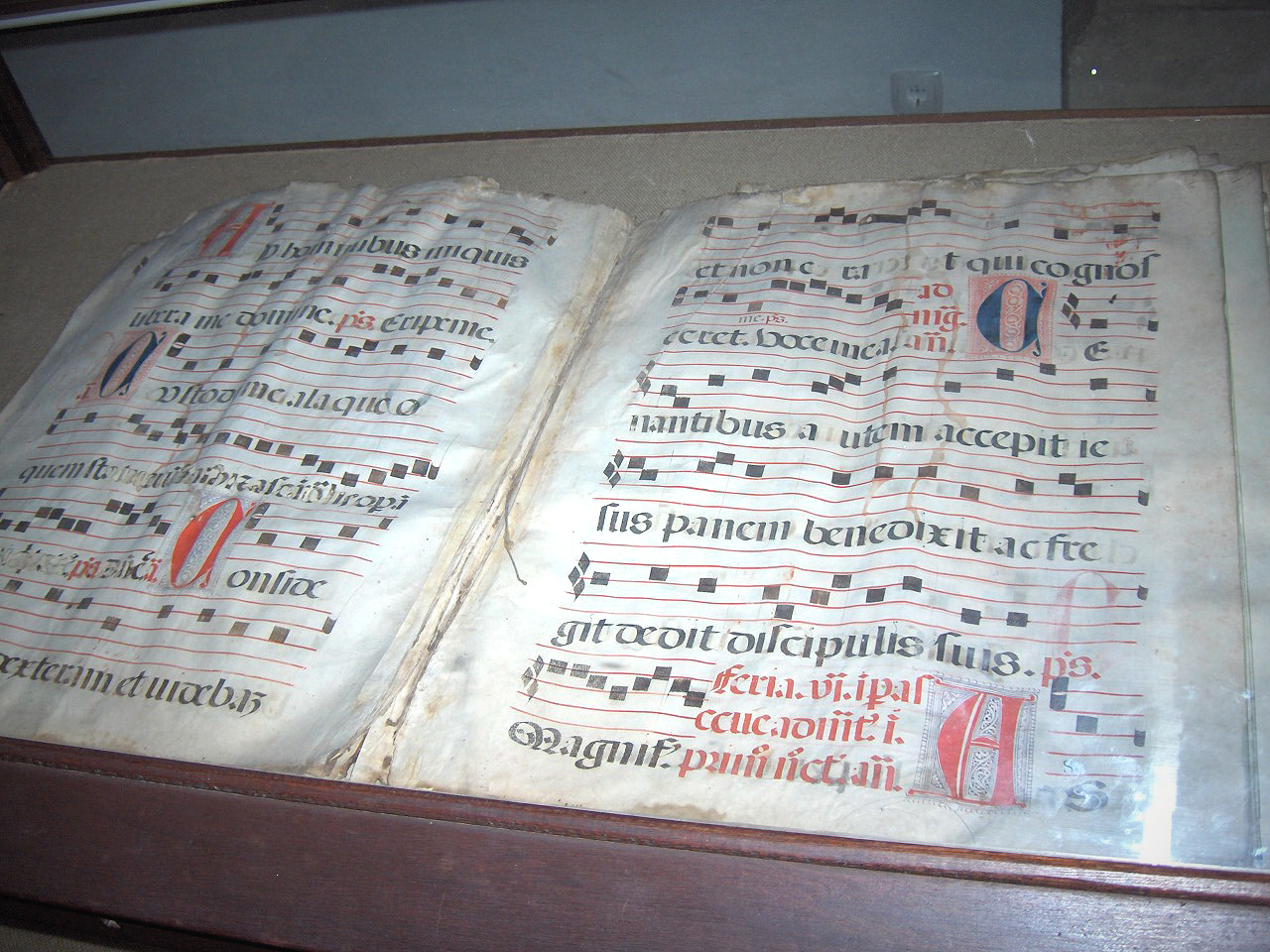
Antifonarium met gregoriaanse muziek

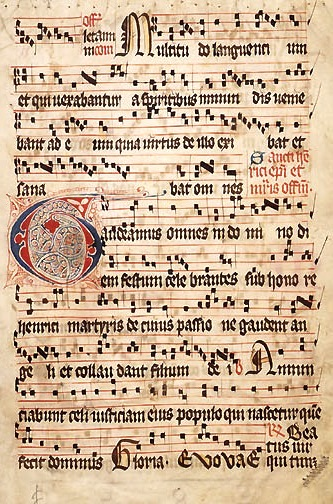
Graduale Aboense, 14e/15e eeuw

De gregoriaanse muziek is de muziek die eigen is aan de Romeinse liturgie in de Katholieke Kerk. De term gregoriaans (carmen gregorium) wordt sinds de 9e eeuw gebruikt om de kerkmuziek aan te duiden die een vast onderdeel is van de kerkelijke liturgie. Gregoriaanse muziek wordt voornamelijk gekenmerkt door een chant met eenstemmigheid (zonder begeleiding), het als regel gebonden zijn aan diatoniek en aan de modaliteit van de kerktoonsoorten en door een vrij ritme.

## Term
De term gregoriaans is een verwijzing naar paus en kerkvader Gregorius I de Grote (r. 590-604) die ooit - zowel in de middeleeuwen als in de moderne tijd - geacht werd een grote invloed gehad te hebben op het verzamelen en ordenen van de toen reeds eeuwenoude bestaande muziek in de kerkelijke liturgie. Hij voerde voor de liturgie een hervorming door en legde de richtlijnen vast. De voorstelling die hij zelf (deels) gecomponeerd zou hebben berust op een legende uit de 9e eeuw waarbij hij soms afgebeeld wordt met een duif op zijn schouder - de Heilige Geest - die hem de gregoriaanse gezangen inblaast (inspireert), terwijl andere geestelijken op de achtergrond de melodieën noteren.

## Geschiedenis
Vaak is aangenomen dat de liturgische zang in de vroege Kerk van de eerste eeuwen van de jaartelling is ontstaan onder invloed van de joodse tempelmuziek in Jeruzalem of van de joodse synagogale zang; beide hypothesen worden echter niet meer aangehangen, de eerste niet vanwege een al te specifieke relatie tussen het zingen van de psalmen in de Tempel en de dagelijkse joodse offercultus (die door de christenen werd afgewezen), en de tweede niet omdat de synagoge in Nieuw-Testamentische tijden eerder een seculiere dan een religieuze ontmoetingsplaats was. Bepaalde religieuze gebruiken die thuis werden gepraktiseerd (het zingen van psalmen tijdens de joodse Paasmaaltijd) hebben mogelijk wel invloed gehad op de zang van de vroege Kerk.
Hoe de kerkelijke muziek ook precies ontstaan is, een verspreiding daarvan geschiedde in meerdere vormen over de kerken van Italië - inclusief uiteraard de stad Rome -, Zuid-Frankrijk, Noord-Afrika en Spanje. De eigenlijke ontwikkeling van de gregoriaanse muziek dateert van de 8e eeuw, tijdens de Karolingische periode. Zij ontstond wellicht door een vermenging van het oud-Romeinse repertoire en de gallicaanse zang of cantus Gallicanus, toen de Romeinse zang en liturgie in het Frankische rijk werd ingevoerd ten koste van de Gallicaanse liturgie. Chrodegang (712-766), de bisschop van Metz, speelde mogelijk een rol in de totstandkoming van deze synthese, met de steun van Pepijn de Korte. Zeker is dat de synthese tot stand is gekomen in de Karolingische periode.
De rol van Chrodegang verklaart wellicht waarom de gregoriaanse zang zoals gepraktiseerd in Metz aanvankelijk cantilena metensis (chant messin) werd genoemd. Van de 8e tot de 12e eeuw groeide Metz uit tot een van de belangrijkste muzikale scholen van Europa, samen met Sankt Gallen (Zwitserland), Reims en Chartres (Frankrijk).
Keizer Karel de Grote (r. 768-814) heeft eveneens een belangrijke rol gespeeld bij het verspreiden van de gregoriaanse muziek. Om de eenheid in zijn rijk te bevorderen is hij een groot voorstander geweest om allerlei zaken zowel op wereldlijk als op geestelijk terrein te standaardiseren. Hij streefde een uniforme misliturgie na in zijn hele rijk, waarin het gregoriaans als de officiële zang werd gebruikt. Tevoren bestonden er verschillende andere zangwijzen in West-Europa, waaronder - naast de al genoemde gallicaanse (Frankrijk) zang en het oud-Romeins - het ambrosiaans (Noord-Italië), het beneventaans (Zuid-Italië) en de mozarabische (Spanje) zang.
Het gregoriaans maakte in de 9e, 10e en 11e eeuw gebruik van een eigen notenschrift dat per land of landstreek verschilde; de daarbij gebruikte tekens worden neumen genoemd. Het huidige 'gregoriaanse muziekschrift' in de zogenaamde kwadraatnotatie is het gevolg van de evolutie van de neumentekens naar meer duidelijke toonhoogte-aanduiding aan de hand van "kopjes" aan de neumen. Geoefende koren zullen echter nog steeds een uitvoering verkiezen op basis van de neumennotatie, aangezien die zowel oorspronkelijker is als nauwkeuriger.  Nog later ontstond hieruit ook de zogenaamde mensurale notatie.
Een oude variant op het gregoriaans vormt de zang volgens de Ambrosiaanse ritus die nog steeds in Milaan wordt gevierd. Het ambrosiaans is vastgelegd in dezelfde muzieknotatie als het gregoriaans. Zowel in het gregoriaans als in het ambrosiaans komt veel zang op melismen voor, waarbij lettergrepen niet één noot krijgen als in syllabische zang, maar versierd worden met hele trossen noten. Sequensen zouden zijn ontstaan uit bijzonder lange melismen waaronder een nieuwe tekst werd geplaatst.
Het Concilie van Trente (1545-1563) besloot tot een standaardisering van het gregoriaans, die resulteerde in de zogeheten Editio Medicea. Hierin was het gregoriaans nogal vereenvoudigd tot sterk bewerkt. In de praktijk werd die standaardisering maar beperkt doorgevoerd.
Vanuit de Abdij van Solesmes en op persoonlijk initiatief van Prosper Guéranger is sinds het midden van de negentiende eeuw gewerkt aan de herleving en restauratie van het gregoriaans, wat resulteerde in nieuwe muziekuitgaven en nog steeds voortgezet musicologisch onderzoek.

## Kenmerken van het gregoriaans

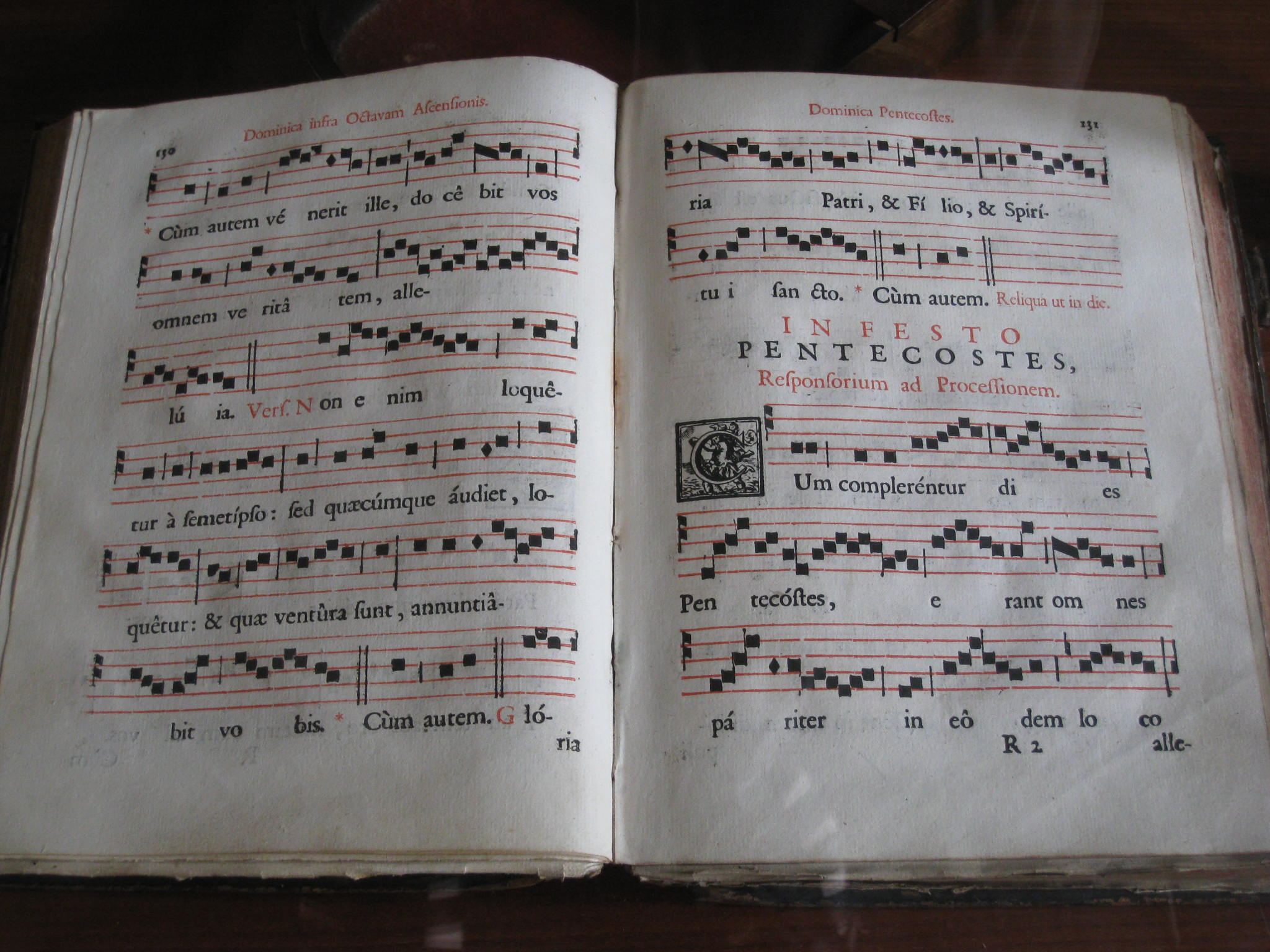
Gregoriaanse muzieknotatie

- in het gregoriaanse repertoire zijn de teksten in het Latijn. Enkel het Kyrie in het ordinarium en het Hagios ho Theos uit de Witte Donderdag liturgie worden in het Grieks gezongen.
- kerktoonladders
- vrije ritmiek, niet aan een maatsoort gebonden
- geen genoteerde maat
- geen genoteerd ritme in de moderne kwadraatnotatie
- zwevende en middelpuntzoekende melodische lijn, stijgend en dalend in een golvende beweging
- beperkte omvang in toonhoogte (tessituur of ambitus)
- kleine intervallen zonder crescendo en decrescendo
- monofoon, eenstemmige louter vocale muziek, dus zonder begeleiding; de soms toegepaste orgelbegeleiding is niet oorspronkelijk.

Gregoriaans werd al vanaf het begin zowel door mannen- (monniken) als vrouwenkoren (nonnen) gezongen. In monnikenkoren waren dikwijls jonge jongens aanwezig (pueri oblati), zodat al vroeg de pure eenstemmigheid doorbroken wordt door het zingen in octaven.
- naar de opvatting van de semiologische school is de muziek zodanig gecomponeerd dat de zeggingskracht van het woord wordt versterkt

## Gregoriaanse composities uit de Nederlanden
Het Servaas-officie bevat mogelijk de oudste bewaard gebleven gregoriaanse gezangen in Nederland. Hoewel de oudste handschriften dateren uit de 13e of 14e eeuw, werd het officie waarschijnlijk al in de 10e eeuw samengesteld door kanunniken van de Servaaskerk in Maastricht. Daarbij kan nog worden aangetekend dat de vijf antifonen bij de psalmen van de Eerste Vespers waarschijnlijk ouder zijn, omdat ze in de stijl van de alleroudste propria van heiligenfeesten uit de 9e eeuw gecomponeerd zijn.
Een andere kandidaat voor de oudste bewaarde gezangen uit de Nederlanden is het officie voor de Translatie van St.-Maarten. Dit zou in de eerste helft van de negende eeuw door bisschop Radboud van Utrecht zijn gecomponeerd. De oudste bron voor een deel van dit officie dateert waarschijnlijk uit de tiende eeuw. De twaalfde-eeuwse codex Utrecht UB 406 geeft het complete officie.
Het officie van St.-Adelbert is minder oud, maar naar alle waarschijnlijkheid in de Abdij van Egmond gecomponeerd. Dit complete officie stamt mogelijk uit de elfde eeuw en bevat goeddeels originele gezangen met teksten die ontleend zijn aan de Vita (levensbeschrijving) van Adelbert van Egmond. De drie handschriften waarin dit officie is overgeleverd stammen alle uit de vrouwenabdij Rijnsburg, een zusterabdij van het mannenklooster Egmond.

## Uitvoeringspraktijken
Het gregoriaans repertoire omvat verschillende manieren van uitvoering:
- Antifonaal: Gezangen worden beurtelings gezongen door twee helften van een koor van geestelijken (deelgroepen).
- Responsoriaal: Afwisselend gezongen door een solist (V) en door allen (*)

Daarnaast kent men verschillende stijlen:
- Syllabische stijl: één toon per lettergreep
- Melismatische stijl: vele noten op één lettergreep
- Neumatische stijl (ook 'oligotonische stijl' genaamd): een samenkomen van syllabische en melismatische stijl of één notengroep van enkele noten per lettergreep, waarbij de noten verbonden genoteerd zijn (= ligatuur)

De volgende termen zijn verder op het latere gregoriaans van toepassing:
- Tropen: Tekstuele of muzikale toevoegingen (bv. bij melismatische passages: als hulpmiddel om de melodie te onthouden)
- Sequentia: "Vervolg": volgt op het melismatische alleluia; volgens sommigen ontstaan als trope op het melisme op de eindlettergreep (-a) (bv. de "dodenmis" - het Dies Irae)
- Liturgisch Drama: Bij hoogfeesten werd een soort "toneel" uitgevoerd; met bestaande en nieuw-gecomponeerde gregoriaanse gezangen werden Bijbelse verhalen en heiligenlegendes uitgebeeld.